# Пежиньский, Влодзимеж
Влодзимеж Пежиньский (пол. Włodzimierz Perzyński; 6 июля 1877, Опочно, Царство Польское, Российская империя — 21 октября 1930, Варшава, Польша) — польский писатель

, драматург, поэт-модернист, журналист.

## Биография
Образование получил в Санкт-Петербурге. Благодаря пребыванию в России, познакомился с русской литературой и художественными идеями и течениями (в том числе с К. С. Станиславским и В. И. Немировичем-Данченко). С 1897 года изучал польскую филологию в Ягеллонском университете в Кракове.
В 1899 году по состоянию здоровья отправился в Италию, Францию и Египет. Во время поездки изучал иностранные языки. В 1901 году вернулся в Краков. Занимался журналистикой и литературным творчеством.
Стал участником течения «Молодая Польша». Среди его друзей были: Станислав Пшибышевский, Тадеуш Бой-Желенский, Ян Август Киселевский и другие.
С 1905 года работал в редакции еженедельника «Tygodnik Ilustrowany». С 1907 года несколько лет жил за границей — в Париже, Швейцарии и Италии. В 1913 году вернулся на родину и поселился в Варшаве.
Во время польско-большевистской войны (1919—1921) сотрудничал с армейским отделом пропаганды.
Работал литературным руководителем нескольких варшавских театров (Teatr Polski, Teatr Mały)
В конце жизни — оглох. Умер, заболев дифтерией. Похоронен на кладбище Старые Повонзки.

## Творчество
Дебютировал в 1902 году, опубликовав сборник стихов «Poezye». Общий тон красивых и вдумчивых стихотворений поэта — мрачен; он сознается, что «вступает в мир без детской веры, солнечные надежды не золотят его души, потому что в своей комнате ночами пережил он много долгих лет». Он не радуется наступлению утра с его ясным солнцем, не верит в любовь и с гейневским сарказмом заканчивает самые восторженные любовные песни.
На многих стихотворениях В. Пежиньского заметно влияние К. Тетмайера. Лучшими стихотворениями считаются: «Hajali», «Przebudzenie», «Wizye», «Nazajutrz», «Zmierzch», «Sąd».
Как драматург начал писать пьесы, когда у него возникли финансовые проблемы. По инициативе Станислава Островского создал свою первую комедию «Lekkomyślna siostra» («Легкомысленная сестра»), поставленная на сцене Львовского театра Т. Павликовским.
Был сценаристом нескольких немых фильмов («Aszantki» (1913), «Усмешка судьбы» (1927)).
Пьесы драматурга рассказывают, в основном, о жизни польской буржуазии, мещанских слоёв населения. Обладая острой наблюдательностью, В. Пежиньский создавал живые характеры. Его комедии сценичны, отличаются лёгкостью диалогов, тонким юмором, иронией, переходящей иногда в сатиру. Пьесы его широко ставились в театрах Польши.

## Избранные произведения
Пьесы
- Aszantka («Ашантка», 1906, Львов),
- Majowe słońce (Майское солнце, 1906),
- Szczęście Frania («Счастье Франя», 1909, Львов),,
- Idealiści («Идеалисты», 1909),
- Dzieje Józefa («История Юзефа», 1913),
- Strach na wróble («Пугало», 1916),
- Polityka («Политика», 1920),
- Uśmiech losu («Усмешка судьбы», 1927),
- Lekarze miłości («Врачи любви», 1928),
- Dziękuję za służbę («Благодарю за службу», 1929).

## Память
- Его имя носит одна из улиц Варшавы.